# Nuri Seferi
Nuri Seferi, maced. Нури Сефери (ur. 23 grudnia 1976 w Gostiwarze) – szwajcarski bokser pochodzenia albańsko-macedońskiego, były mistrz Europy federacji WBO w wadze cruiser, do 200 funtów (90.719 kg).

## Kariera zawodowa
Pochodzi z rodziny albańskiej, mieszkającej w macedońskim Gostiwarze. W 1992 przeniósł się wraz z rodziną do szwajcarskiego Burgdorfu. W Szwajcarii zaczął trenować boks, pod kierunkiem Sandora Konya, współpracował też z kickbokserem Andy Hugiem. W 1998 został amatorskim mistrzem Szwajcarii w wadze ciężkiej. Karierę w boksie amatorskim zakończył z dorobkiem 10 zwycięstw, nie doznając porażki.
Seferi zadebiutował na zawodowym ringu 31 marca 1999 roku, pokonując w I rundzie przez nokaut Słowaka Miroslava Dzurendę. Pierwszą porażkę na ringu poniósł 16 czerwca 2001. Z powodu kontuzji przegrał w 4 rundzie pojedynku z Ukraińcem Kostantinem Ochrejem. We wrześniu 2004 na ringu w Burgdorfie pokonał na punkty polskiego pięściarza Andrzeja Witkowskiego. Najbardziej nieudanym sezonem w karierze Seferiego był rok 2006, kiedy poniósł dwie porażki - z Nikołajem Popowem i Marco Huckiem, obie na punkty.
26 czerwca 2010 zdobył tytuł mistrza Europy federacji WBO, po zwycięstwie nad Gruzinem Sandro Siproszwilim. Tytuł obronił czterokrotnie - po raz ostatni pokonując przez na punkty Węgra – Tamasa Lodiego (walka odbyła się 14 maja 2014 w Hamburgu).
31 stycznia 2015 na gali Wojak Boxing Night w Toruniu zmierzył się z polskim bokserem Krzysztofem Głowackim (23-0-0) w eliminatorze do tytułu mistrza świata federacji WBO. Po dwunastu rundach przegrał jednogłośnie na punkty 110:118, 110:118 i 108:120. W 2016 stoczył dwie walki, wygrywając z Dušanem Krstinem przez nokaut i przegrywając na punkty z Firatem Arslanem. W 2020 na ringu w Hamburgu wygrał przez nokaut w piątej rundzie z Mazenem Girke, a następnie w październiku 2020 przegrał przez nokaut z Muratem Gassijewem. Powrócił na ring w lipcu 2022 pokonując w drugiej rundzie przez nokaut Tamasa Laskę na gali w Bad Wildungen.
Mieszka w Burgdorf. Trenuje pod kierunkiem Oktaya Urkala. Ma brata Sefera, który także jest bokserem, występującym w kategorii cruiser.